# Аджзи
Аджзи́ настоящее имя Саидахмад Хасанходжа оглы Сиддики (узб. Сиддиқий Ажзий / Саидаҳмад Ҳасанхўжа ўғли Сиддиқий; 1864 год, кишлак Халвои, недалеко от Самарканда, Бухарский Эмират — июль 1927 года, Самарканд, Узбекская ССР, СССР) — среднеазиатский, узбекский и советский путешественник, писатель, переводчик-полиглот и джадидист.

## Биография
Саидахмад Хасанходжа оглы Сиддики родился в 1864 году в кишлаке Халвои который находился недалеко от Самарканда, Бухарский Эмират, в бедной семье. В детстве осиротел но продолжал учиться в местной Медресе. Его воспитывали дедушка и тётя. Позднее работал с часовщиками. Немного повзрослев, он пошел в Бухару учится в большом Медресе. Через два или три года он прекратил своё образование в бухарской медресе и работал в различных работах, в том числе в качестве писца у Кади.
В 1901 году Сиддики продал унаследованный ему от отца дом с земельным участком и на вырученные деньги уехал вместе с караваном на священный Хадж в Мекке. После совершения Хаджа, Сиддики начал путешествовать и побывал в городах и странах Аравийского полуострова, в Турции, Ираке, Иране, Афганистане. Сиддики также побывал на Кавказе, городах Российской Империи, в том числе в Баку, Тифлисе, Москве, Санкт-Петербурге, Великом Новгороде. После длительного путешествия он вернулся в Среднюю Азию. В 1900 году работал в качестве переводчика в посольстве Российской Империи в Джидде.
Во время своего путешествия он познакомился в Баку с джадидистами Закавказья и вернувшись домой он вместе с еще одним джадидистом Исхокхоном Ибратом основали школу с новым методом обучения в кишлаке Халвои который находился недалеко от Самарканда. Школа которая основана ими сохранилось до наших дней. Школа работает до сих пор и она названа в честь Сыддыкия Аджзия. В декабре 1913 года имам Медресе Улугбека вызвал их для порицания и хотел убить их за богохульство.
Сиддики Аджзи владел в совершенстве узбекским, таджикским, персидским, арабским, турецким и азербайджанским языком. Позднее научился и русскому языку до совершенства. Переводил произведения великих писателей и поэтов на языки которыми владел. В частности, В 1908—1910 годах он перевел на узбекский и таджикский языки произведения Льва Толстого, басни Ивана Крылова а также поветь Николая Гоголя — «Шинель».
Также, Сиддики Аджзи разрабатывал специальные учебники для школ Средней Азии. В 1880-х годах начал писать стихи, среди них такие сборники стихов как: «Айн уль-адаб» (Источник этики) и «Ганджинаи хикмат» (Клад притчей). В 1912 году был опубликован его дастан — «Анджумани арвох» (Собрание духов), а в 1914 году дастан — «Миръоти ибрат» (Зеркало подражания). В дастане «Миръоти ибрат» повествуются проблемы и трагического состояние Туркестана, а также мысли о предотвращении этих проблем в реальности. В частности в нем говорится:

Наука и знания, государство, язык, закон — без этого у ни одной нации нет будущего, участь нации, у которой нет этих четырех вещей — гибель.
Оригинальный текст (узб.)Илм-фан, давлат, тил, қонун — буларсиз ҳеч бир миллатнинг истиқболи йўқ, бу тўрт нарсани қўлга киритмаган миллат ҳалокатга маҳкумдир.

Многие его повести, дастаны и стихи были переведены на турецкий, азербайджанский, персидский и другие языки. В своих произведениях Аджзи пытался вовлечь людей во всеобщее духовное взросление, критиковал однотипный режим в Бухарском Эмирате, советскую власть Аджзи критиковал за неуважение с их стороны местных народов и обычаев Средней Азии. В 1914 году Аджзи открыл в Самарканде книжный магазин «Зарафшон» и продавал книги разных исторических эпох которые были написаны на персидском, таджикском, узбекском, турецком, русском и других языках.
После февральской революции 1917 года, Аджзи начал участвовать в народном движении. В 1918—1921 годах работал комиссаром в Самаркандском областном суде. В 1922 году отверг все государственные должности и вернулся в свою прежнюю работу и был школьным учителем. Позднее, он активно участвовал в основании сатирических журналов «Машраб» и «Мулла Мушфикий», а также газеты «Зарафшон» на узбекском и таджикском языке. Специально для этих журналов и газет написал сатирические повести, такие как: «Майна», «Гинагина», «Шашпар», «Тир», «Гумном» и «Олмос». В этих сатирических повестях содержались явные намёки на существующий режим и опасения его последствий. В 1920-е годы Аджзи стал одним из ключевых деятелей образования и культуры.
Зимой 1926 года Аджзи сильно заболел и вскоре в июле 1927 года скончался в Самарканде.

## Опубликованные работы Аджзи Сиддики
- Сиддики Аджзи. Танланган асарлар. — Ташкент: Нашриёт, 1973.

- Сиддики Аджзи. Миръоти ибрат. — Ташкент: Миллий уйгониш, 1993.

- Ибрат, Аджзи, Суфизода. Танланган асарлар. — Ташкент: Маънавият, 1999.